# Zinaída Bochántseva
Zinaída Petrovna Bochántseva (transliteración del cirílico Бочанцева, Зинаида Петровна) (10 de agosto de 1907 – Taskent, 17 de agosto de 1973) fue una botánica, y embrióloga rusa, profesora de la Universidad de Taskent, y Jefa de la División citológica y embriológica del Jardín Botánico de la Academia de Ciencias de Uzbekistán.
Doctora en Ciencias Biológicas, fue una gran contribuidora en estudios en el campo de la morfología, la citología y la biología de las plantas silvestres, especialmente tulipanes de Asia Central, explorado entre 1930 a 1933; y dedicando su vida al estudio de todo ese género de plantas.
Publicó más de 50 artículos científicos, y en 1960 defendió su tesis doctoral sobre "Tulipanes. Morfología, citología y biología ", cuyos resultados fueron incluidos en 1962 en su texto publicado con el título de Tulips muy rico en materiales salvajes de Asia Central y Cáucaso. Este notable trabajo fue reeditado en 1981 en Holanda. Describió seis nuevas especies de tulipanes de varias regiones de Asia Central.
Entre 1950-1960 realizó selección de formas decorativas de tulipanes, creando híbridos interespecíficos e híbridos con participación de tulipanes de jardín. Obtuvo variedades únicas de Liuba Shevtsova (Clase 12) y Gloria de la maternidad (Clase 13) mediante la selección de bulbos colectados en el campo. Su variedad Sunrise (conocida fuera de Rusia como 'Sunrise' clase 12, se obtuvo por hibridación interespecífica. Ampliamente conocida, recibió medallas de oro, plata y bronce en ENEA por una serie de variedades híbridas de reproducción.
Fue enterrada en un cementerio en el Cementerio de Taskent Botkin.

## Algunas publicaciones
- zinaida Botschantzeva. Botschantzeva, Z. P. (1982). Tulips: taxonomy, morphology, cytology, phytogeography and physiology. CRC Press. p. 230. ISBN 90-6191-029-3.
- ---------------------------------. 1962. Тюльпаны. Морфология, цитология и биология (Tulipanes. Morfología, citología y la biología). Univ. de Taskent. UzSSR. 408 pp.
- ---------------------------------. 1956. Онтогенез тюльпанов (Ontogenia de los tulipanes). Memorias del Instituto de Botánica UzSSR, vol. 5
- ---------------------------------. 1955. Тюльпаны и их культура в Ташкенте (Tulipanes y su cultura en Taskent). Resumen de trabajo UzSSR presentado en la economía nacional. Univ. de Taskent. UzSSR
- ---------------------------------. 1952. К вопросу о стадийном развитии многолетних растений (Desarrollo escalonado de plantas perennes). Memorias del Instituto de Botánica de la Academia de Ciencias de la República Socialista Soviética de Uzbekistán. Volumen 1

## Premios y reconocimientos
- Orden de Lenin
- Orden de la Bandera Roja del Trabajo

## Eponimia
| - (Asphodelaceae) Eremurus zenaidae Vved. - (Iridaceae) Juno zenaidae Vved. | - (Lamiaceae) Phlomis zenaidae Knorring - (Lamiaceae) Phlomoides zenaidae (Popov) Adylov, Kamelin & Makhm. | - (Liliaceae) Tulipa zenaidae Vved. - (Liliaceae) Tulipa botschantzevae S.N.Abramova & Zakalyabina |